# Podbuk
Podbuk – przysiółek wsi Dąbrówka położony w Polsce, w województwie podkarpackim, w powiecie niżańskim, w gminie Ulanów.
W latach 1975–1998 miejscowość administracyjnie należała do województwa tarnobrzeskiego.